# Unité urbaine de Château-Thierry
L'unité urbaine de Château-Thierry est une unité urbaine française centrée sur Château-Thierry, une des sous-préfectures du département de l'Aisne au cœur de la quatrième agglomération urbaine du département.

## Données générales
En 2020, selon l'INSEE, l'unité urbaine de Château-Thierry est composée de six communes, toutes situées dans le département de l'Aisne, plus précisément dans l'arrondissement de Château-Thierry.
En 2022, avec 22 450 habitants, elle constitue la quatrième unité urbaine du département de l'Aisne, devant l'unité urbaine de Tergnier (5e rang départemental). Elle occupe le 25e rang dans la région Hauts-de-France.
En 2022, sa densité de population qui s'élève à 334 hab/km² en fait l'unité urbaine la moins densément peuplée des agglomérations de plus de 20 000 habitants dans le département de l'Aisne.
L'unité urbaine de Château-Thierry est le pôle urbain de l'aire urbaine de Château-Thierry.

## Délimitation de l'unité urbaine de 2020
En 2020, l'INSEE a procédé à une révision des délimitations des unités urbaines de la France ; celle de Château-Thierry a conservé son périmètre de 2010. Lors de la précédente révision en 2010, elle a été amputée de deux communes (Nesles-la-Montagne et Nogentel) et compte maintenant six communes urbaines au lieu de huit lors du zonage de 1999.

### Liste des communes
La liste ci-dessous comporte les communes appartenant à l'unité urbaine de Château-Thierry selon la nouvelle délimitation de 2020 et sa population municipale en 2022 :
| Code Insee | Nom               | Type         | Superficie (km2) | Population (hab.) | Densité (hab./km2) |
| ---------- | ----------------- | ------------ | ---------------- | ----------------- | ------------------ |
| 02094      | Blesmes           | Banlieue     | 9,70             | 473               | 48,8               |
| 02114      | Brasles           | Banlieue     | 7,45             | 1 711             | 229,7              |
| 02168      | Château-Thierry   | Ville-centre | 16,55            | 15 068            | 910,5              |
| 02187      | Chierry           | Banlieue     | 2,82             | 1 169             | 414,5              |
| 02290      | Essômes-sur-Marne | Banlieue     | 28,55            | 2 698             | 94,5               |
| 02292      | Étampes-sur-Marne | Banlieue     | 2,24             | 1 331             | 594,2              |

## Évolution démographique
Après avoir enregistré une croissance démographique ininterrompue de 1968 à 1990, passant même le cap des 20 000 habitants en 1982 et atteignant son maximum démographique en 1990, l'unité urbaine de Château-Thierry a entamé une décroissance de sa population depuis la période intercensitaire 1990-1999. Elle semble entrer dans une phase de déclin comme nombre d'autres unités urbaines du Nord et de l'Est de la France, mais elle connait un regain de population entre la période intercensitaire 2013-2019, probablement dû à l'attraction de la région parisienne.
| 1968   | 1975   | 1982   | 1990   | 1999   | 2008   | 2013   | 2020   |
| ------ | ------ | ------ | ------ | ------ | ------ | ------ | ------ |
| 16 739 | 19 202 | 20 801 | 21 814 | 21 417 | 21 373 | 20 989 | 22 540 |